# 제페토 (만화)
《제페토》는 대한민국의 만화가인 연제원이 네이버 웹툰에 연재하고 있는 만화다.
2012년 2월 2일부터 2013년 10월 9일까지 시즌1이 연재되었고, 2013년 12월 4일부터 시즌2가 연재되어 2015년 6월 3일에 완결되었다.